# گی موله
گی موله (انگلیسی: Guy Mollet؛ زاده ۳۱ دسامبر ۱۹۰۵ – درگذشته ۳ اکتبر ۱۹۷۵) یک سیاست‌مدار اهل فرانسه بود.